# Palmarès del Futebol Clube do Porto
Il Futebol Clube do Porto (futɨˈβɔl ˈkluβ(ɨ) ðu ˈpoɾtu), noto semplicemente come Porto, è una società polisportiva portoghese di Porto, nota soprattutto per la sua sezione calcistica. Fu fondata il 28 settembre 1893 da António Nicolau de Almeida e milita nella massima divisione del campionato portoghese. Il club è quotato all'Euronext.
In ambito nazionale ha vinto 79 trofei (seconda squadra più titolata, dopo il Benfica) e in ambito internazionale, dove risulta la squadra portoghese più titolata, 7 trofei. Si è aggiudicato 30 titoli di Primeira Liga (di cui 5 consecutivi dal 1994-1995 al 1998-1999, un record per il Portogallo), 4 titoli di Campeonato de Portugal, 20 coppe nazionali, 1 Coppa di Lega portoghese e 24 Supercoppe del Portogallo (record). È inoltre la sola squadra portoghese ad essere riuscita a vincere il campionato di massima divisione senza subire sconfitte, primato stabilito nel 2010-2011 e ribadito nel 2012-2013. Nel 2010-2011 ha anche stabilito la maggiore differenza di punti con la seconda classificata nella storia del campionato portoghese da quando sono assegnati tre punti per una partita vinta (21 punti di distacco).

## Competizioni nazionali
- Campionato portoghese: 30

1934-1935, 1938-1939, 1939-1940, 1955-1956, 1958-1959, 1977-1978, 1978-1979, 1984-1985, 1985-1986, 1987-1988, 1989-1990, 1991-1992, 1992-1993, 1994-1995, 1995-1996, 1996-1997, 1997-1998, 1998-1999, 2002-2003, 2003-2004, 2005-2006, 2006-2007, 2007-2008, 2008-2009, 2010-2011, 2011-2012, 2012-2013, 2017-2018, 2019-2020, 2021-2022
- Coppa del Portogallo: 20

1955-1956, 1957-1958, 1967-1968, 1976-1977, 1983-1984, 1987-1988, 1990-1991, 1993-1994, 1997-1998, 1999-2000, 2000-2001, 2002-2003, 2005-2006, 2008-2009, 2009-2010, 2010-2011, 2019-2020, 2021-2022, 2022-2023, 2023-2024
- Supercoppa di Portogallo: 24  (record)

1981, 1983, 1984, 1986, 1990, 1991, 1993, 1994, 1996, 1998, 1999, 2001, 2003, 2004, 2006, 2009, 2010, 2011, 2012, 2013, 2018, 2020,  2022,  2024
- Coppa di Lega portoghese: 1

2022-2023
- Campeonato de Portugal: 4  (record condiviso con il Sporting)

1922, 1925, 1932, 1937

## Competizioni internazionali
- Coppa Intercontinentale: 2  (record portoghese)

1987, 2004
- Coppa dei Campioni/UEFA Champions League: 2  (record portoghese ex aequo con il Benfica)

1986-1987, 2003-2004
- Coppa UEFA/Europa League: 2  (record portoghese)

2002-2003, 2010-2011
- Supercoppa UEFA: 1  (record portoghese)

1987

## Competizioni giovanili
- Blue Stars/FIFA Youth Cup: 1

2011
- UEFA Youth League: 1

2018-2019
- Torneo Internazionale Under-19 Bellinzona: 2

1993, 2005

## Altri piazzamenti
- Campionato portoghese:

Secondo posto: 1935-1936, 1937-1938, 1940-1941, 1950-1951, 1953-1954, 1956-1957, 1957-1958, 1961-1962, 1962-1963, 1963-1964, 1964-1965, 1974-1975, 1979-1980, 1980-1981, 1982-1983, 1983-1984, 1986-1987, 1988-1989, 1990-1991, 1993-1994, 1999-2000, 2000-2001, 2004-2005, 2014-2015, 2016-2017, 2018-2019, 2020-2021, 2022-2023
Terzo posto: 1951-1952, 1960-1961, 1965-1966, 1966-1967, 1967-1968, 1970-1971, 1976-1977, 1981-1982, 2001-2002, 2009-2010, 2013-2014, 2015-2016, 2023-2024, 2024-2025
- Coppa del Portogallo:

Finalista: 1924, 1931, 1938, 1952-1953, 1958-1959, 1960-1961, 1962-1963, 1977-1978, 1979-1980, 1980-1981, 1982-1983, 1984-1985, 1992-1993, 2003-2004, 2007-2008, 2015-2016, 2018-2019
Semifinalista: 1923, 1926, 1933, 1935, 1938-1939, 1939-1940, 1942-1943, 1945-1946, 1951-1952, 1959-1960, 1966-1967, 1971-1972, 1973-1974, 1986-1987, 1994-1995, 1995-1996, 1996-1997, 2013-2014, 2017-2018, 2020-2021
- Coppa di Lega portoghese:

Finalista: 2009-2010, 2012-2013, 2018-2019, 2019-2020
Semifinalista: 2008-2009, 2013-2014, 2017-2018, 2020-2021, 2024-2025
- Supercoppa di Portogallo:

Finalista: 1979 (non ufficiale), 1985, 1988, 1992, 1995, 1997, 2000, 2007, 2008, 2023
- Taça Ribeiro dos Reis:

Terzo posto: 1964-1965
- Taça Federação Portuguesa de Futebol:

Semifinalista: 1976-1977
- UEFA Champions League:

Semifinalista: 1993-1994
- Coppa delle Coppe:

Finalista: 1983-1984
- Supercoppa UEFA:

Finalista: 2003, 2004, 2011
- UEFA Youth League:

Semifinalista: 2017-2018